# Латное
Латное — село в Семилукском районе Воронежской области. Административный центр Латненского сельского поселения.
В 2007 году в селе Латное было 1183 жителя.

## География
Село расположено по берегам реки Ведуга.

## История
История происхождения названия: После Великого потопа, когда вода стала немного отступать, образовалось много морей, рек и озёр. На том месте, где сейчас находится село, много лет тому назад простиралось бескрайнее озеро. По прошествии времени вода постепенно уходила, уступая место суше, и люди, появившиеся в тех местах, соответственно начали селиться там, где земля становилась твёрдой и сухой. Они как бы «латками» селились, каждый забирал себе кусок земли – «латку». Раньше село называлось Латаное – от слов латками, латать. Сейчас оно носит название Латное. Но до сих пор в середине села осталось небольшое болото, которое каждый паводок набирается водой.  И даже сверху село представляет собой некую впадину, углубление с покатыми краями.
По альтернативным источникам, название Латное говорит о бедности жителей села в прошлом (люди ходили в одежде, покрытой латками).
Село Латное основано во второй половине XVIII века выходцами из соседней слободы Ендовище, основанной черкасскими казаками в конце XVI века.
В середине XIX века существовало как хутор Ведужинский.
В 1863 году в селе была построена первая деревянная Казанская церковь. В 1893 году приход церкви составлял 2235 человек. В 1896 году неподалёку от деревянной, начали строить каменную церковь.
В 1900 году в селе было 2054 жителя, 240 дворов.
Неподалёку от церкви, сохранилось здание приходской школы. На территории церкви располагались могилы немецких солдат(1942—1943г.), в 2010г. они были раскопаны, останки перевезены в Курск, в общее захоронение.
- Вид Латного
- Реставрация церкви в Латном